# Cláudia Chabalgoity
Cláudia Chabalgoity (ur. 13 marca 1971) – brazylijska tenisistka, reprezentantka w Fed Cup, olimpijka z Barcelony (1992).

## Kariera tenisowa
W zawodowym gronie tenisistek występowała w latach 1988–1994.
W 1992 roku zagrała na igrzyskach olimpijskich w Barcelonie w konkurencji gry podwójnej dochodząc do 2 rundy wspólnie z Andreą Vieirą. Najpierw Brazylijki pokonały Szwedki Catarinę Lindqvist i Marię Lindström, a potem przegrały z Australijkami Rachel McQuillan i Nicole Bradtke.
W roku 1990 i 1991 reprezentowała Brazylię w Fed Cup. Bilans zawodniczki w turnieju wynosi 1 zwycięstwo i 3 porażki w singlu oraz 4 przegrane w deblu.
W rankingu gry pojedynczej Chabalgoity najwyżej była na 121. miejscu, a w klasyfikacji gry podwójnej na 102. pozycji.